# Muttley
Muttley (detto anche Borbottone in alcuni adattamenti italiani) è un personaggio della Hanna-Barbera apparso per la prima volta nel film di animazione Yogi, Cindy e Bubu (1964), nella parte del cane dell'impresario del circo. Nel 1968 apparve nelle Wacky Races come spalla del villain principale della serie Dick Dastardly. I due vennero utilizzati anche per altre serie dello stesso produttore.
Muttley è un cane, e come tale non dovrebbe parlare mai: tuttavia riesce sempre a pronunciare i termini "sì", oppure "medaglia"; in genere si limita a una risata asmatica, normalmente alle spese di Dick, ma non di rado formula una serie di grugniti di protesta sempre nei confronti del suo padrone, nei quali è possibile riconoscere anche altre parole del linguaggio umano. In vari episodi dimostra di comprendere perfettamente il linguaggio umano. Nella versione originale Muttley parla meno che non nella versione italiana. Addirittura il celebre "Medaglia, Medaglia" è un'invenzione del doppiaggio in italiano e non è presente nella versione inglese in cui Muttley si limita ad emettere una serie di grugniti di approvazione verso Dick Dastardly che gli chiede se vuole la medaglia. Negli adattamenti italiani delle puntate italiane La caccia al tesoro di Yoghi in cui il personaggio viene chiamato Borbottone fa precedere i suoi brontoli dal mugugnio "Razza-razza-frazza!".
Nelle Wacky Races indossa solo un collare, ma in Dastardly e Muttley e le macchine volanti ha un'uniforme da pilota della prima guerra mondiale, ed accompagna Dick e altri due piloti dello "Squadrone Avvoltoi": Klunk e Zilly. In questa serie sfoggia diverse medaglie, ed è sempre alla caccia di nuovi trofei. Spesso Dastardly gliele strappa dal petto (cosa che lo irrita molto) a causa dei suoi madornali errori.
In quest'ultima serie, Muttley riesce a volare utilizzando la coda come elica, cosa che gli è molto utile nei frequenti incidenti aerei.
È protagonista anche dello spin-off The Magnificient Muttley, in cui Muttley sogna sempre ad occhi aperti, suscitando l'ira di Dastardly.
Nel 2020 ricompare insieme a Dick Dastardly nel film d'animazione Scooby!

## Muttley nelle altre lingue
- Tedesco: Promenaden-Pluto; anche Meutrich
- Spagnolo: Patán/Pulgoso
- Giapponese: Kenken（ケンケン）
- Polacco: Bałwan
- Francese: Diabolo
- Serbo: Draguljče o Dragoljupče
- Ungherese: Mardel
- Turco: Değerli
- Portoghese: Muttley
- Danese: Møghund